# 伊藤聖夏
伊藤 聖夏（いとう せな、2002年8月8日 - ）は、日本のAV女優。Bstar所属。

## 略歴
2023年1月10日に「新人NO.1STYLE 伊藤聖夏」でエスワン専属でAVデビュー。2023年12月5日にアタッカーズに専属が変わった。

## 人物
- デビュー時は大学生で理系学部に在籍していることを明かしている[1]。
- デビューのきっかけは複数プレーをやってみたかったから[1]。
- 性への目覚めのきっかけは、10歳でオナニーをし始めたこと[2]。
- 初体験は大学に入った19歳の時で相手はたまたま知り合った人[2]。

## 出演作品

### アダルトDVD
2023年
- 新人NO.1STYLE 伊藤聖夏（1月10日、エスワン）
- ブッチギリの美貌 伊藤聖夏 スケベな素顔を証明する人生初イキ！初体験3本番スペシャル（3月14日、エスワン）
- 交わる体液、濃密セックス 完全ノーカットスペシャル 伊藤聖夏（4月11日、エスワン）
- 激イキ127回！痙攣4200回！イキ潮1300cc！伊藤聖夏 エロス覚醒 はじめての大・痙・攣スペシャル（5月9日、エスワン）
- 伊藤聖夏と二人きり…引き締まった長身アスリートボディをイカセまくるプライベート感たっぷり生々しくハメ撮り温泉デート（6月13日、エスワン）
- 美顔ぐちゃぐちゃ顔面よだれまみれヨダレだくだく体液べとべと濃厚な接吻と汗だくセックス 伊藤聖夏（7月11日、エスワン）
- 出張先で軽蔑している中年セクハラ上司とまさかの相部屋に…朝まで続く絶倫性交に不覚にも感じてしまった私 伊藤聖夏（8月8日、エスワン）
- アバラが浮くほどビックンガックン絶頂オーガズム エビ反り痙攣ポルチオ開発オイルマッサージ 伊藤聖夏（9月12日、エスワン）
- ミステリアス美女 中出し解禁 伊藤聖夏（11月21日、本中）
- 新婚の春香先生は校内一、問題児の性玩具をさせられている。 伊藤聖夏（12月5日、アタッカーズ）

2024年
- 唾液が混じり合う密室接吻社長室 伊藤聖夏（1月2日、アタッカーズ）
- 絶対に許せない男の子供を身籠った未亡人。 伊藤聖夏（2月6日、アタッカーズ）

### VR作品
- VR NO.1 STYLE 伊藤聖夏 解禁 あなたは寝てるだけ。天井特化×ナース×くびれボディ 超絶グラインド＆杭打ち騎乗位スペシャル（2023年9月18日、エスワン）

### デジタル写真集
- S1キャンペーン2023 No.1 Photo Book アイドル版（2023年5月12 日、FANZA BEAUTY COLLECTION、撮影：小林弘輔）※「S1 NO.1 STYLE」専属女優30名による撮り下ろしデジタル写真集。
- S1キャンペーン2023 No.1 Photo Book S級版（2023年6月1日、FANZA BEAUTY COLLECTION、撮影：小林弘輔）※「S1 NO.1 STYLE」専属女優30名による撮り下ろしデジタル写真集。